# The Orange Box
The Orange Box — збірка відеоігор, видана компанією Valve 10 жовтня 2007 року. Видання доступне для таких платформ: Microsoft Windows, Xbox 360, Mac OS X та PlayStation 3. Версія для PlayStation 3, на відміну від інших версій, була видана компанією Electronic Arts 11 грудня 2007 року у Північній Америці та Європі. Диск PlayStation 3 мав декілька програмних помилок, що не зустрічалися у інших версіях, які згодом були виправлені.
Крім самих ігор компанія Valve видала диск з саундтреками оригінальних ігор.

## Склад диску
- Half-Life 2
- Half-Life 2: Episode One
- Half-Life 2: Episode Two
- Portal
- Team Fortress 2

Передплатники сервісу Steam, які вже мають Half-Life 2 чи Half-Life 2: Episode One і придбали The Orange Box, можуть подарувати ці ігри друзям, причому навіть тим, хто не має облікового запису в сервісі Steam. Однак для встановлення ігор все одно потрібно завантажити кліент Steam та створити обліковий запис.

## The Black Box
Також планувалося видання іншої збірки — The Black Box. Вона повинна була містити тільки нові ігри серії (HL2: Episode Two, Portal, Team Fortress 2), проте пізніше збірка була скасована для роздрібного ринку, і вона стала доступний тільки через сервіс Steam для власників відеокарти ATI Radeon HD 2900 XT. Вони можуть отримати ваучер на безкоштовну копію The Black Box через Steam.
В інтерв'ю сайту Game Informer, від 21 серпня 2007 року, директор Valve Гейб Ньюелл розповів, чому був скасований випуск Black Box для роздрібного продажу:
| Ліві лапки | Через неприйняття цієї ідеї з боку магазинів. Вони не хотіли ставити на полицю більш ніж одну коробку цієї серії. У результаті ми вибрали таку версію видання, купивши яку людина отримувала відразу всі ігри серії. Через Steam, однак, ми можемо більш гнучко підходити до питання формування асортименту. | Праві лапки |

Згодом продаж через Steam було скасовано.

## CD з саундтреками
The Orange Box містить CD з саундтреками з Half-Life 2: Episode One і Half-Life 2: Episode Two, за винятком «Crawl Yard». 
| - 1. «Vortal Combat» Δ — 03:16 - 2. «Last Legs» Δ — 02:09 - 3. «Eon Trap» Δ — 03:15 - 4. «Sector Sweep» Δ — 02:48 - 5. «Disrupted Original» λ — 01:19 - 6. «Hunting Party» Δ — 03:31 - 7. «Abandoned In Place» Δ — 02:49 - 8. «Darkness at Noon» λ — 00:57 - 9. «Self Destruction» λ — 01:19 - 10. «Guard Down» λ — 01:41 - 11. «What Kind of Hospital Is This?» λ — 03:06 | - 12. «Infraradiant» λ — 04:39 - 13. «Extinction Event Horizon» Δ — 02:06 - 14. «No One Rides For Free» Δ — 01:41 - 15. «Shu’ulathoi» Δ — 02:39 - 16. «Nectarium» Δ — 01:48 - 17. «Combine Advisory» λ — 01:49 - 18. «Decay Mode» λ — 03:08 - 19. «Eine Kleiner Elevatormuzik» λ — 02:02 - 20. «Inhuman Frequency» Δ — 01:51 - 21. «Dark Interval» Δ — 01:37 - 22. «Penultimatum» λ — 01:37 |
| - λ — із Episode One - Δ — із Episode Two | |

## Різниця між Xbox 360 і PC-версіями
На приставці Xbox 360 усі ігри збірки засновані на ігровому рушієві 2007 року, а на PC такими були тільки ігри Half-Life 2: Episode Two, Portal та Team Fortress 2. У цей час PC-версії цих ігор також переведені на рушій Source 15 2007 року.